# Flower Crew: Joseon Marriage Agency
Flower Crew: Joseon Marriage Agency (hangul: 꽃파당: 조선혼담공작소, RR: Kkotpadang: Joseonhondamgongjakso), es un drama surcoreana transmitido del 16 de septiembre del 2019 hasta el 5 de noviembre del 2019 a través de JTBC.
La serie es una adaptación de la novela "Flower Crew: Joseon Marriage Agency" de Kim Yi-rang.

## Historia
Cuando el joven Lee Soo, se convierte en Rey, contrata a la agencia casamentera "Flower Crew" conformada por tres hombres atractivos: Ma Hoon (conocido como el hombre más guapo de Hanyang y el mejor casamentero), Do Joon (el informante del equipo, un joven que solía ser miembro de una familia rica antes de que tuvieran problemas financieros) y Go Young-soo (un joven a la moda que puede hacer que cualquier cliente se vea atractivo), para que lo ayuden a convertir a su primer amor Gae-Ddong, en una mujer humilde y de personalidad obstinada que realiza varios trabajos para poder sobrevivir.
Cuando Ma Hoon descubre el plan de Ma Bong-duk de matar a Gae-Ddong, la mujer de la cual está enamorado el Rey Lee Soo, para protegerla decide aceptar su petición de convertirla en una mujer noble, para que pueda casarse con ella y así protegerla. Sin embargo en el proceso Ma Hoon y Gae-Ddogn comienzan a enamorarse.

## Reparto[12]

#### Personajes principales[13]
| Actor                       | Personaje                    | Ocupación                                        | Número de episodios | Duración |
| --------------------------- | ---------------------------- | ------------------------------------------------ | ------------------- | -------- |
| Kim Min-jae Choi Seung-hoon | Ma Hoon                      | Miembro de la Agencia "Flower Crew"              | 16                  | 2019     |
| Gong Seung-yeon Lee Go-eun  | Gae-Ddong / Lady Yun Su-yeon | -                                                | 16                  | 2019     |
| Seo Ji-hoon                 | Lee Soo                      | Rey de Joseon                                    | 16                  | 2019     |
| Byeon Woo-seok              | Do Joon                      | Miembro e Informante de la Agencia "Flower Crew" | 16                  | 2019     |
| Park Ji-hoon                | Go Young-soo                 | Miembro de la Agencia "Flower Crew"              | 16                  | 2019     |

#### Personajes recurrentes
| Actor                        | Personaje       | Ocupación                                        | Nº de episodios | Duración |
| ---------------------------- | --------------- | ------------------------------------------------ | --------------- | -------- |
| Ko Won-hee                   | Kang Ji-hwa     | Hija del consejero Kang Mong-goo                 | -               | 2019     |
| Park Ho-san                  | Ma Bong-deok    | Consejero en Jefe del Estado / Padre de Ma Hoon  | -               | 2019     |
| Jung Jae-sung                | Kang Mong-goo   | Segundo Consejero del Estado                     | -               | 2019     |
| Lee Yoon-gun                 | Moon Seok       | Comandante de la Guardia Real / Padre de Lee Soo | -               | 2019     |
| Jung Eui-jae                 | Hyun            | Hombre de Confianza de Bong-deok                 | -               | 2019     |
| Jang Yoo-sang Park Sang-hoon | Kang / Pal Poon | Hermano Mayor de Gae-Ddong                       | -               | 2019     |
| Ha Hoe-jung                  | Jang            | Eunuco de Lee Soo                                | -               | 2019     |
| Kwon So-hyun                 | Daebi           | Reina Viuda                                      | -               | 2019     |
| Park Bo-mi                   | Chun Shim       | Asistente de Ji-hwa                              | -               | 2019     |
| Ahn Sang-tae                 | "The Rogue"     | -                                                | -               | 2019     |
| Kim Hye-ji                   | Seom Seom       | -                                                | -               | 2019     |
| Ahn Da-bi                    | Se Ah           | -                                                | -               | 2019     |
|                              |                 |                                                  |                 |          |

#### Apariciones especiales
| Actor         | Personaje          | Episodio donde apareció | Duración |
| ------------- | ------------------ | ----------------------- | -------- |
| Jo Sung-ha    | Rey                | 1 - 2                   | 2019     |
| Go Soo        | Príncipe Heredero  | 1                       | 2019     |
| Woo Hyun      | Doctor             | 1                       | 2019     |
| Ahn Se-ha     | Vendedor Ambulante | 1                       | 2019     |
| Jang Su-won   | Jang In-sung       | 1                       | 2019     |
| Park Soo-ah   | Lee Eun-young      | 1                       | 2019     |
| Lee Soo-ji    | Clienta            | 1                       | 2019     |
| Jo Hye-ryun   | Dueña de la posada | 2                       | 2019     |
| Yun Hae-bin   | Esclava            | 3                       | 2019     |
| Kim Ji-hoon   | Cazador            | 3 - 4                   | 2019     |
| Ji Il-joo     | Lee Hyung-gyu      | 3 - 6                   | 2019     |
| Seo Gyung-hwa | Madre de Hyung-gyu | 3 - 6                   | 2019     |
| Lee Yeon-doo  | Choi Ji-young      | 3 - 4, 6                | 2019     |
| Soo Min       | Seo Yoon           | 4 - 5                   | 2019     |
| Choi Jin-hyuk | -                  | 5                       | 2019     |
| Son Chang-min | -                  | 5 - 6                   | 2019     |

## Episodios
La serie está conformada por 16 episodios, los cuales fueron emitidos todos los lunes y martes a las 9:30 p. m. (KST).
El título de cada episodio es combinado con una flor o planta que sirve como tema para el episodio.

### Raitings
Los números en azul indican las calificaciones más altas, mientras que los números en rojo indican las calificaciones más bajas.
| Episodio | Título                                                                                          | Fecha de Emisión         | Promedio de audiencia (AGB Nielsen) | Promedio de audiencia (AGB Nielsen) |
| Episodio | Título                                                                                          | Fecha de Emisión         | Escala Nacional                     | Seúl                                |
| -------- | ----------------------------------------------------------------------------------------------- | ------------------------ | ----------------------------------- | ----------------------------------- |
| 1        | A Divine Match: Plantain Lily (하늘이 내린 인연: 비비추)                                        | 16 de septiembre de 2019 | 4.278 %                             | 4.983 %                             |
| 2        | Shyness: Hydrangea (수줍음: 수국)                                                               | 17 de septiembre de 2019 | 3.752 %                             | 4.145 %                             |
| 3        | Longing: Zinnia (그리움: 백일홍)                                                                | 23 de septiembre de 2019 | 3.356 %                             | 3.401 %                             |
| 4        | Shyness: Peony (수줍음: 작약)                                                                   | 24 de septiembre de 2019 | 3.496 %                             | 3.997 %                             |
| 5        | A Secret Love: Wind Flower (비밀스런 사랑: 나도바람꽃)                                          | 30 de septiembre de 2019 | 3.056 %                             | 3.299 %                             |
| 6        | A Fluttering Heart: Silk Tree (두근거리는 마음: 자귀나무)                                       | 1 de octubre de 2019     | 3.017 %                             | 3.325 %                             |
| 7        | A Second Chance: Peppermint Flower (두 번째 기회: 박하꽃)                                       | 7 de octubre de 2019     | 3.297 %                             | 3.431 %                             |
| 8        | Unachievable Love: Resurrection Lily (이루어질 수 없는 사랑: 상사화)                            | 8 de octubre de 2019     | 2.984 %                             | 3.185 %                             |
| 9        | A Love Kept Hidden in My Heart: Marguerite (마음속에 감춘 사랑: 나무쑥갓)                       | 14 de octubre de 2019    | 3.107 %                             | 3.195 %                             |
| 10       | Pitiful Love: Marigold (가엾은 사랑: 홍황초)                                                    | 15 de octubre de 2019    | 3.167 %                             | 3.305 %                             |
| 11       | Lies: Morning Glory (거짓말: 애기나팔꽃)                                                        | 21 de octubre de 2019    | 2.735 %                             | 2.877 %                             |
| 12       | I'm Worried About Your Love: Aster ()                                                           | 22 de octubre de 2019    | 2.899 %                             | 2.757 %                             |
| 13       | Hope: Bellflower (소망: 도라지)                                                                 | 28 de octubre de 2019    | 2.932 %                             | 3.396 %                             |
| 14       | The Return: Shiny Mint (회황: 꽃향유)                                                           | 29 de octubre de 2019    | 3.348 %                             | 3.330 %                             |
| 15       | Don't Touch Me: Wolfsbane (나를 건드리지 마세요: 투구꽃)                                        | 4 de noviembre de 2019   | 3.199 %                             | 3.361 %                             |
| 16       | Blossom for Eternity and Never Wither: Rose of Sharon (영원히 피고또 피어서 지지않기를: 무궁화) | 5 de noviembre de 2019   | 3.828 %                             | 4.385 %                             |
| Promedio | Promedio                                                                                        | Promedio                 | 3.278 %                             | 3.523 %                             |

## Música

### Parte 1
| No. | Intérprete | Canción                 | Letra                      | Música        | Duración |
| --- | ---------- | ----------------------- | -------------------------- | ------------- | -------- |
| 1   | Lee Woo    | "PIN GURURU" (핑그르르) | Kim Jong-chun y Lim Ji-soo | Kim Jong-chun | 3:36     |
| 2   | -          | "PIN GURURU" (Inst.)    | -                          | Kim Jong-chun | 3:36     |

### Parte 2
| No. | Intérprete    | Canción                     | Letra | Música     | Duración |
| --- | ------------- | --------------------------- | ----- | ---------- | -------- |
| 1   | Jeong Se-woon | "It Was You" (그대였습니다) | yoda  | Kim Se-jin | 4:11     |
| 2   | -             | "It Was You" (Inst.)        | -     | Kim Se-jin | 4:11     |

### Parte 3
| No. | Intérprete     | Canción                 | Letra                     | Música                                 | Duración |
| --- | -------------- | ----------------------- | ------------------------- | -------------------------------------- | -------- |
| 1   | Son Seung-yeon | "PIN GURURU" (핑그르르) | Ahn Se-young y Son Yi-sak | Ahn Se-young, Son Yi-sak y Lee Gun-bin | 3:20     |
| 2   | -              | "PIN GURURU" (Inst.)    | -                         | Ahn Se-young, Son Yi-sak y Lee Gun-bin | 3:20     |

### Parte 5
| No. | Intérprete   | Canción                  | Letra | Música | Duración |
| --- | ------------ | ------------------------ | ----- | ------ | -------- |
| 1   | Ha Sung-woon | "Because of You"         | -     | -      | -        |
| 2   | -            | "Because of You" (Inst.) | -     | -      | -        |

## Producción
Fue dirigida por Kim Ga-ram, quien contó con el apoyo del escritor Kim Yi-rang, mientras que la producción estuvo a cargo de Jeong Sung-taek, Park Hee-sul y Ju Bang-ok.
La primera lectura del guion fue realizada en abril del 2019 en el edificio de JTBC en Sangam-dong, Seúl, Corea del Sur.
La serie también contó con el apoyo de las compañías de producción "Blossom Story" y "JP E&M".

## Emisión internacional
- Filipinas: ABS-CBN (2020).
- Malasia: 8TV (2019).
- Singapur: Hub TV (2019).